# Długi Wielki Piątek
Długi Wielki Piątek – brytyjski film gangsterski, w którym główne role zagrali Bob Hoskins i Helen Mirren. Produkcję filmu ukończono jeszcze w 1979 roku, jednak w związku z opóźnieniem jego publikacji, za datę premiery uznaje się rok 1980. Brytyjski Instytut Filmowy sklasyfikował obraz na 21. pozycji wśród 100 najlepszych filmów brytyjskich XX wieku. Dzięki angażowi w tym projekcie, Hoskins stał się rozpoznawalny w świecie filmu.

## Opis fabuły
Ambicje Shanda (Hoskins) bliskie są zrealizowania, kiedy znajduje nowojorskich finansistów, którzy pozwolą mu zrobić z Docklands (dzielnica portowa Londynu) angielski odpowiednik amerykańskiego Manhattanu. Jednak pojawiają się podejrzenia o sabotaż, kiedy wokół niego ludzie giną, a wszystko zaczyna się sypać.

## Obsada
- Bob Hoskins – Harold Shand
- Helen Mirren – Victoria
- Dave King – Parky
- Bryan Marshall – Harris
- Derek Thompson – Jeff
- Eddie Constantine – Charlie
- Paul Freeman – Colin
- Pierce Brosnan – płatny zabójca IRA

## Miejsca zdjęć
Film kręcono w okolicach Londynu, m.in.:
- lotnisko Heathrow
- St. Katharine Docks
- Canary Wharf/West India Docks
- Paddington station
- hotel Savoy

## Recepcja
W Anglii film był popularny, jednak w Stanach Zjednoczonych nie był dobrze odebrany. Za oceanem krytycy natomiast przyjęli go z aplauzem. Oceny na Rotten Tomatoes wynoszą 95%.